# Station Pardubice hlavní nádraží
Het station Pardubice hlavní nádraží (Pardubice Hoofdstation) is een belangrijk spoorwegknooppunt in de Tsjechische stad Pardubice. Het station ligt aan de lijn van Praag naar Olomouc en bij Pardubice is er een aftakking richting Hradec Králové. 
De voorloper van het station van Pardubice dateert uit 1845. Het huidige station werd in 1958 in gebruik genomen en is een ontwerp van Karl Řepa en Josef Danda. Het is opgenomen in de Tsjechische monumentenlijst.
Naast het hoofdstation is er nog een groot spoorwegstation in Pardubice: station Pardubice-Rosice nad Labem.

## Treinverkeer
De volgende spoorverbindingen gaan vanaf/naar het station Pardubice hlavní nádraží:
- lijn 010: Pardubice - Kolín (verder naar Praag)
- lijn 010: Pardubice - Česká Třebová (verder naar Olomouc en Brno)
- lijn 031: Pardubice - Hradec Králové - Jaroměř (verder naar Liberec)
- lijn 238: Pardubice - Chrudim - Havlíčkův Brod (verder naar Jihlava)

Kolín · Kolín dílny · Starý Kolín · Záboří nad Labem · Týnec nad Labem · Kojice · Chvaletice · Řečany nad Labem · Lhota pod Přeloučí · Přelouč · Valy u Přelouče · Pardubice-Opočínek · Pardubice-Svítkov · Pardubice hlavní nádraží · Pardubice-Pardubičky · Pardubice-Černá za Bory · Kostěnice · Moravany · Uhersko · Sedlíšťka · Zámrsk · Dobříkov u Chocně · Sruby · Choceň · Brandýs nad Orlicí · Bezpráví · Ústí nad Orlicí · Ústí nad Orlicí město · Dlouhá Třebová · Česká Třebová
Pardubice hlavní nádraží ↔ Pardubice-Rosice nad Labem ↔ Pardubice-Semtín ↔ Stéblová ↔ Čeperka ↔ Opatovice nad Labem ↔ Hradec Králové hlavní nádraží ↔ Předměřice nad Labem ↔ Lochenice ↔ Smiřice ↔ Černožice - Semonice ↔ Jaroměř